# Дарко Бошковић
Дарко Бошковић (16. септембар 1987, Апатин, СФРЈ) је црногорски фудбалер рођен у Србији и тренутно игра за Спартак Златибор воду из Суботице у Суперлиги Србије.

## Каријера
Почео је да игра 2004. у Младости из Апатина, клубу из његовог родног града. Да би добио неопходно искуство, позајмљиван је фудбалским клубовима, Биг Булу из Бачинца и Палићу. Играо је и два меча за Младости из Апатина када се тим такмичио у Суперлиги у сезони 2006/07. Остао је у клубу када се такмичио у Првој лиги Србије где је постао важан играч. 2008. је отишао у Спартак из Суботице, који се у то време такође такмичио у Првој лиги. Данас се са овим клубом такмичи у Суперлиги Србије.